# Одзе (река)
Одзе (яп. 小瀬川 одзэгава) — река в Японии на острове Хонсю. Протекает по территории префектур Хиросима и Ямагути.
Исток реки находится на хребте Тюгоку, под горами Онигадзё (鬼ケ城山, высотой 1031 м) и Ракан (羅漢山, высотой 1109 м), на границе префектур Хиросима и Ямагути. Ниже города Хацукаити Одзе образует границу между префектурами и впадает во Внутреннее Японское море.
Длина реки составляет 59 км, на территории её бассейна (340 км²) проживает около 20 тыс. человек. Согласно японской классификации, Одзе является рекой первого класса.
Около 96 % бассейна реки занимает природная растительность, около 3 % — сельскохозяйственные земли, около 1 % застроено.
Уклон реки в верховьях составляет около 1/90-1/100, в среднем течении — 1/540-1/960, в низовьях — 1/1300. Среднегодовая норма осадков в верховьях реки составляет около 2000—2300 мм в год, а в низовьях около 1600 мм в год.